# Sarai Sarroca Cervelló
Sarai Sarroca (Flix, 1982) és una geògrafa catalana. Des del gener del 2022 és la directora del Servei Meteorològic de Catalunya.
Màster en Meteorologia i llicenciada en Geografia per la Universitat de Barcelona. Des del 2006 ha treballat com a meteoròloga a Betevé. També és membre del Comitè d'Experts sobre el Canvi Climàtic. Ha treballat com a tècnica de Predicció i Vigilància al Servei Meteorològic de Catalunya i va ser meteoròloga en diferents mitjans de comunicació, com el Canal Méteo (Activa Multimèdia), SER Barcelona i el 3/24. Ha participat en algunes publicacions, com "Atrapades en el temps", de l'editorial Univers, del Grup Enciclopèdia, o "Caminant per la porta del cel", editat per Pirineos 3000. És la primera directora de la història del Servei Meteorològic de Catalunya, en substitució d'Eliseu Vilaclara.